# Мескита де Кордоба
„Мескита де Ко̀рдоба“ (на испански: Mezquita-Catedral de Córdoba – Джамия на Кордоба) e римокатолическа катедрала в Кордоба, Испания.
Построена е по времето на маврите като втората по големина джамия в тогавашния свят. Тя е най-забележителният паметник на Омаядската династия в Кордоба.
След края на испанската Реконкиста джамията е преустроена в католическа църква. По-късно някои от ислямските арки и колони са премахнати и църквата е преустроена на базилика в ранно барков стил. Днес тя е катедрален храм на архиепископа на Кордоба.
През 1984 година „Мескита де Кордоба“ е включена в списъка на световното наследство на ЮНЕСКО и днес е основен елемент в защитената зона „Исторически център на Кордоба“.